# Сеймены
Сеймены — хорошо обученные молодые люди, вооруженные кремневыми ружьями для войн в Валахии в XVII векe. Обычно указывается, что это были сербы, а также болгары из епархии Печского патриархата.
Все сеймены, как и анатолийские секбаны, были вооружены винтовками. В XVII веке огнестрельное оружие стало доступным и получило широкое распространение.
Они возникли как охранные отряды валашских господаров, заменив акынджи Румелии. В октябре 1595 г. в битве при Джурджу, после поражения в битве при Кэлугэрени в начале долгой войны, «корпус акынджи» понес большие потери. После этого поражения «корпус акынджи» так и не оправился. В начале долгой войны было зарегистрировано 50 000 акынджи, а после окончания войны в 1630 г. их число составляло около 2000. Многие из этих воинов были преобразованы в мирное время после окончания долгой войны в валашских военных «сейменев бояр», с полицейскими функциями.
В последний раз сеймены были фактором в Валахии при Хризее, после чего их влияние постепенно исчезло.